# Oberth (cráter)

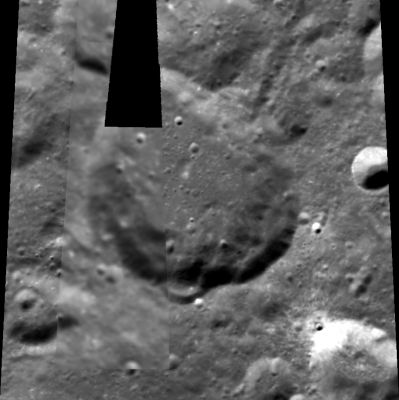
Mosaico de imágenes de la misión Clementine (1994)

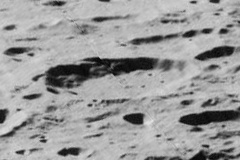
Imagen oblicua de la misión Lunar Orbiter 5, mirando al oeste

Oberth es un cráter perteneciente a la cara oculta de la Luna. Se encuentra en las altas latitudes del norte, al sureste del cráter Gamow. Al este de Oberth se halla Avogadro.
Se trata de un cráter ligeramente erosionado, con un borde exterior aproximadamente circular pero desigual. Un par de pequeñas depresiones en forma de cráter están unidas al borde norte, y la pared interna es más estrecha en esa sección. Presenta ligeras protuberancias hacia el exterior en el borde noroeste y a lo largo del sur. El suelo interior es relativamente plano, con una pequeña colina al norte del punto medio. Varios pequeños cráteres se sitúan a través del suelo del cráter.
Se nombra en memoria del físico alemán Hermann Julius Oberth.
|  |